# Niklaus Friedrich von Steiger

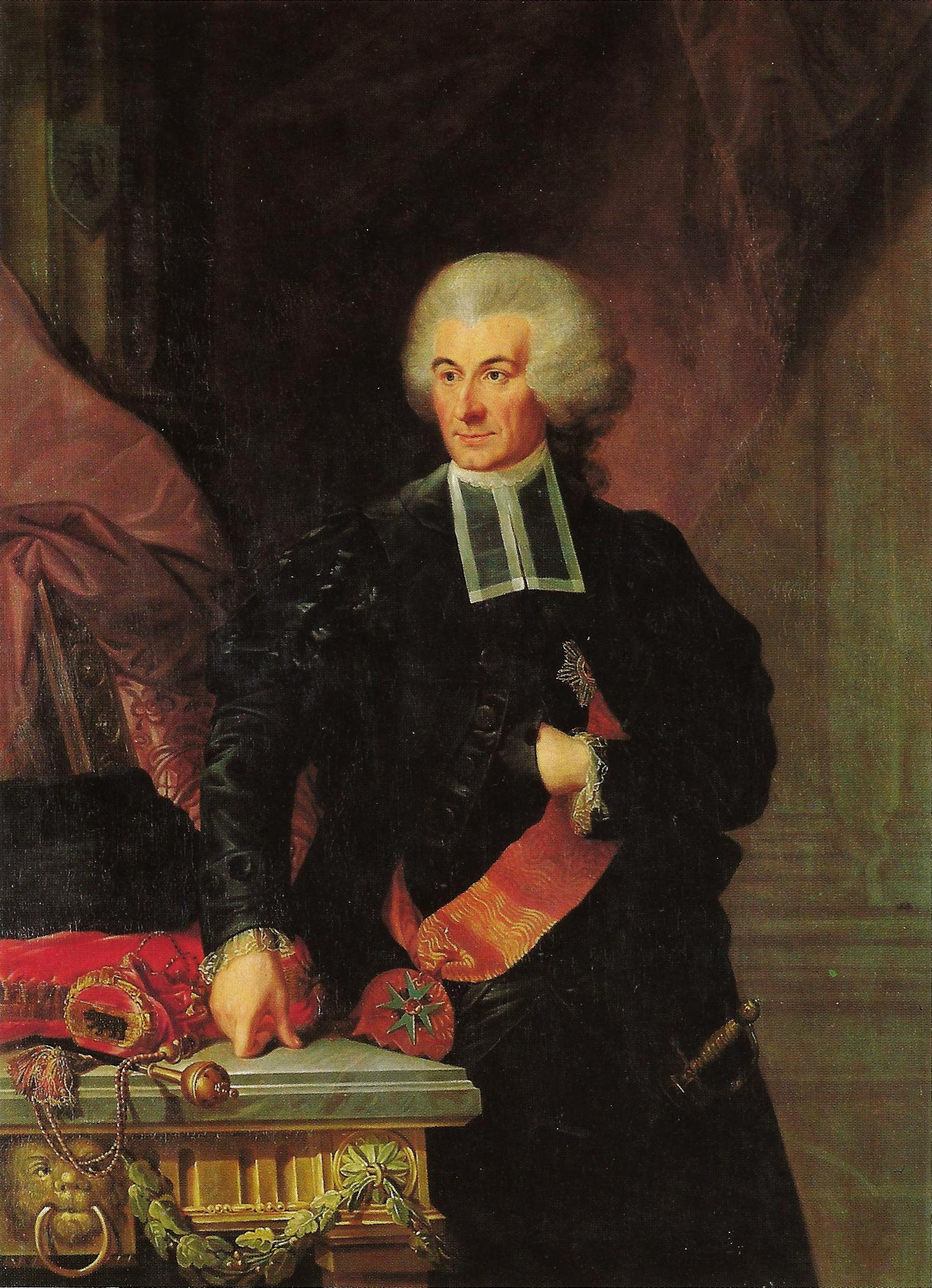
Niklaus Friedrich von Steiger, Gemälde von Anton Hickel (1792).

Niklaus Friedrich von Steiger (* 17. Mai 1729 in Bern; † 3. Dezember 1799 in Augsburg) war der letzte regierende Schultheiss der Stadt und Republik Bern.

## Leben
Niklaus Friedrich von Steiger wurde als Sohn des Niklaus Sigmund Steiger (1702–1743), Oberst und Landvogt von Morges, und der Jeanne Elisabeth de Vuillermin geboren und war Herr zu Montricher. Steiger studierte in Halle (Saale). Reisen führten ihn unter anderem nach Breda, wo sein Bruder Johann Albrecht Steiger stationiert war. Er verheiratete sich 1756 mit Margaritha Elisabeth von Büren. 1755 wurde er Schultheiss des Äusseren Stands und gelangte 1764 in den bernischen Grossen Rat. 1759 gehörte Steiger zu den Gründern der Grande Société. Von 1772 bis 1774 amtete er als Schultheiss von Thun, ab 1774 als Mitglied des Kleinen Rates, von 1777 bis 1780 Venner zu Gerwern, von 1780 bis 1787 Deutschseckelmeister und ab 1787 als bernischer Schultheiss. Als greiser Mann kämpfte er an der Seite von Karl Ludwig von Erlach am 5. März 1798 in der Schlacht am Grauholz gegen die Franzosen unter General Schauenburg und hoffte, nach seinen eigenen Worten, beim Heer ein ehrenhaftes Ende zu finden und das unglückliche Vaterland nicht zu überleben, wurde aber von seinem Ordonanzkorporal Christian Dubi und dem Kanonier Markus Dinkel gerettet. Steiger floh zunächst ins Berner Oberland und reiste weiter nach Süddeutschland. Steiger starb ein Jahr danach im Exil und seine Gebeine wurden im Jahr 1805 ins Berner Münster überführt.
Niklaus Friedrich von Steiger war der Grossvater von Friedrich Amadeus Sigmund von May.

## Politik
Steiger spielte als Vermittler eine bedeutende Rolle bei der Wiederherstellung des Friedens in den Genfer Wirren von 1781 bis 1782. Mit der Französischen Revolution wurde er zu einem Verfechter der alten Ordnung und wurde dadurch zum Gegenspieler von Karl Albrecht von Frisching, der gegenüber den revolutionären Forderungen 
Frankreichs eine Anpassungspolitik verfolgte. Im Exil warb er in Berlin und Wien für Truppen, um die französische Besatzung aus dem Land zu vertreiben und die alte Ordnung wiederherzustellen. In Augsburg versuchte er 1799 erneut, Widerstand gegen die Franzosen zu organisieren.

## Rezeption
Ein Attika-Standbild Niklaus Friedrich von Steigers steht an der Fassade des Hauptgebäudes der Berner Kantonalbank. Der letzte Schultheiss wird in Literatur und Kunst oft rezipiert, so zuletzt im Roman Die letzte Nacht der alten Zeit von Lukas Hartmann (2007).